# 尤英鎮區 (伊利諾伊州富蘭克林縣)
尤英鎮區（英語：Ewing Township）是位於美國伊利諾伊州富蘭克林縣的一個行政鎮區。

## 地方資料
根據2010年美國人口普查的數據，尤英鎮區的面積為98.50平方千米，當中陸地面積為93.00平方千米，而水域面積為5.50平方千米。當地共有人口1322人，而人口密度為每平方千米13.42人。